# 르네상스

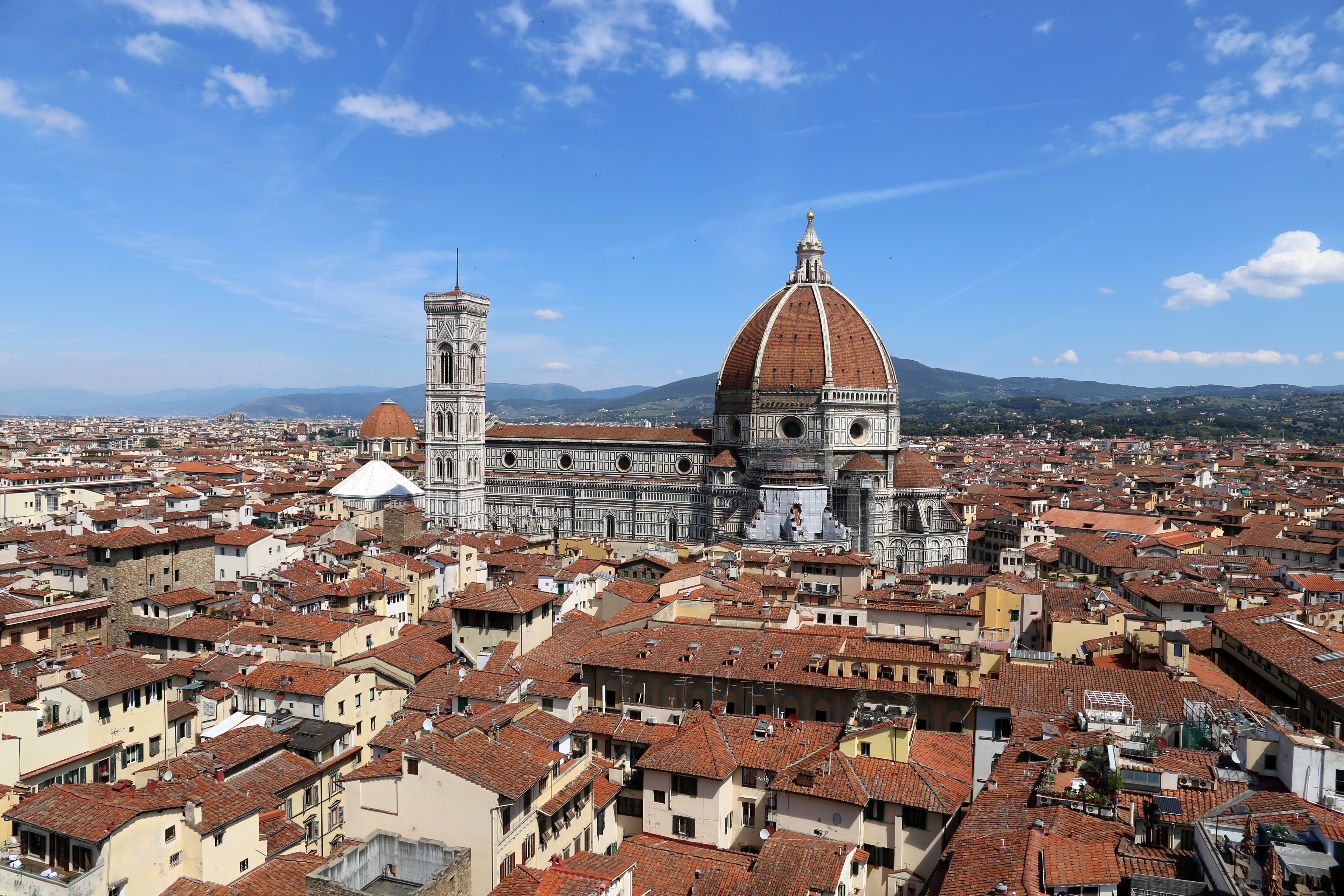
이탈리아 르네상스의 발상지인 피렌체. 건축적 관점과 은행과 회계의 새로운 시스템이 그 시기에 도입되었다.

르네상스(이탈리아어: Rinascimento, 프랑스어: Renaissance, 영어: Renaissance) 또는 문예 부흥(文藝復興), 학예 부흥(學藝復興)은 유럽 문명사에서 14세기부터 16세기 사이 일어난 문예 부흥 또는 문화 혁신 운동을 말한다. 이것은 과학 혁명의 토대가 만들어져 중세를 근세와 이어주는 시기가 되었다. 여기서 문예부흥이란 구체적으로 14세기에서 시작하여 16세기 말에 유럽에서 일어난 문화, 예술 전반에 걸친 고대 그리스와 로마 문명의 재인식과 재수용을 의미한다. 옛 그리스와 로마의 문학, 사상, 예술을 본받아 인간 중심(人間中心)의 정신을 되살리려 하였다. 이 점에서 르네상스는 일종의 시대적 정신운동이라고 말할 수 있다.
역사적인 측면에서 유럽은 르네상스의 시작과 더불어 기나긴 중세시대의 막을 내렸으며, 동시에 르네상스를 거쳐서 근세시대로 접어들게 되었다. 르네상스의 정신, 혹은 운동은 이탈리아에서 비롯되었으며, 얼마안가 알프스를 넘어 유럽의 다른 국가, 즉 프랑스, 네덜란드, 영국, 독일, 스페인 등지로 퍼져나갔다. 그러나 스칸디나비아반도의 나라들은 이 운동에 거의 영향을 입지 않은 것으로 알려져 있다. 16세기 초 이 운동의 인문주의자들이 종교 개혁의 원동력이 되어 교회 개혁과 학문적 방법에 영향을 주었다.

## 개념의 확립

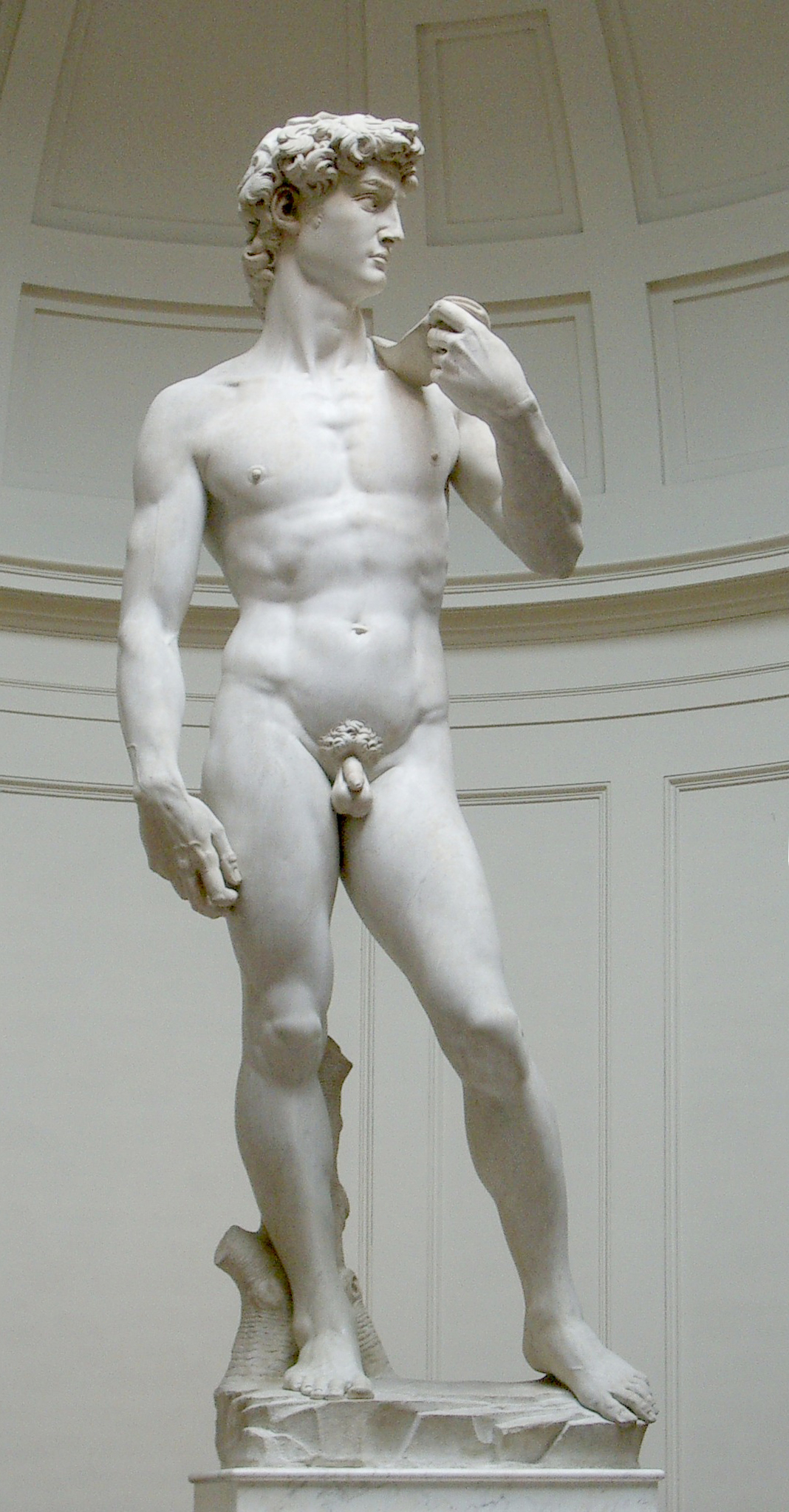
다비드, 미켈란젤로가 조각함. 플로렌스의 아카데미아 갤러리

이탈리아어로 Il Rinascimento(Rinasimento)라는 어원을 가진 이 말은 프랑스 역사가인 미슐레가 프랑스어인 Renaissance라는 말로 확립시켰으며 이것이 영어에서도 그대로 사용되어 현재에 이르게 되었다. 원 의미는 “재생”(再生, rebirth)이라는 뜻으로 르네상스라는 개념에 포함된 재생이라는 의미는 두가지로 볼 수 있다. 하나는 고전 텍스트의 재발견이며 또 하나는 유럽 문화에 생기를 불어넣은 것 자체이다. 흔히 두 번째 의미로 사용된다
르네상스라는 명칭이 개념화되기까지는 다음과 같은 과정을 겪었다.
- 1550년, 이탈리아의 화가-역사가 조르조 바사리가 “이탈리아 미술가 열전”(Le vite de' piu eccelenti pittori, scultori e architettori)에서 자신이 경험했던 중세 예술이 극복되는 과정을 ‘미술의 재생’이라고 언급.[2]
- 1559년, 프랑스의 인문주의자 아미요가 플루타르코스의 “영웅전”(ΟΙ ΒΙΟΙ ΠΑΡΑΛΛΗΛΟΙ)을 번역하면서 그 헌정문에 ‘예술의 재생’을 언급
- 1697년, 프랑스의 철학자 피에르 벨이 “역사비평사전”에서 ‘문예 르네상스’라는 항목 수록
- 1701년, 프랑스의 문학자 퓌르티에르가 “보편적 사전”에서 ‘미술 르네상스’라는 항목 수록
- 18세기, 볼테르는 르네상스 시기가 중세로부터의 탈출구가 되었다고 간주
- 1855년, 프랑스의 역사가 미슐레가 “프랑스사”의 7권에 ‘르네상스’라는 이름을 붙여 최초의 학문적 관심사를 불러일으킴
- 1860년, 스위스의 역사가 부르크하르트가 “이탈리아 르네상스의 문화”(Die Kultur der Renaissance in Italien)에서 르네상스의 니아확립

1975년 이후 많은 학자들은 르네상스가 하나의 특정한 운동을 지칭하는 것이 아닐 것이라는 관점을 가지기 시작했다. 이것은 해스킨스등과 같은 역사가가 ‘12세기 르네상스’나 ‘카롤링거 르네상스’라고 불렀던 작업들 때문에 생긴 발상이다. 지금은 이런 관점이 학자들 사이에 많이 보편화되어 ‘이탈리아 르네상스’, ‘영국 르네상스’ 등 다양한 용례들이 쓰이고 있다. 이러한 관점의 등장으로 요즘에는 ‘르네상스 시기’라는 말이 ‘근대 초기’라고 대치되어 쓰이는 경우가 많다. 르네상스라는 말의 조어력은 점차 커져서 어떤 시기의 전성기나 융성기를 할렘 르네상스나 샌프란시스코 르네상스 등과 같이 은유적으로 르네상스 시기라고 부르는 일이 많아졌다.

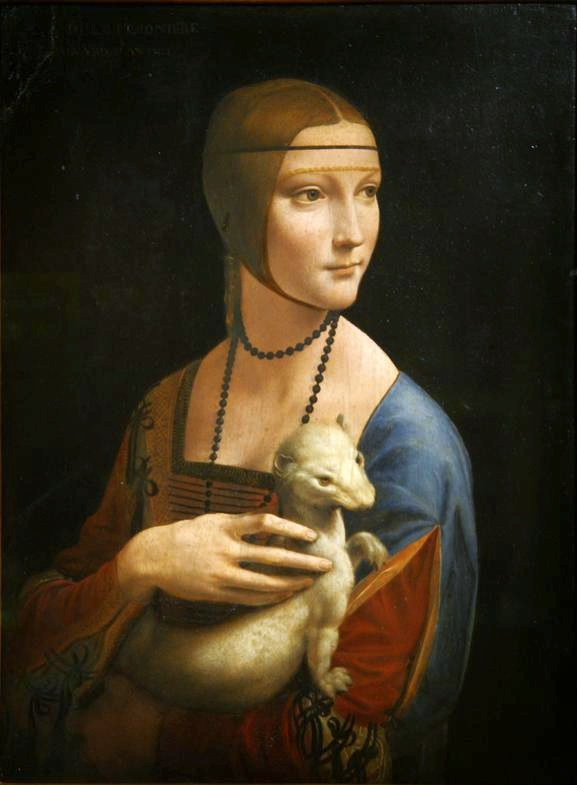
〈흰 족제비를 안고 있는 여인〉 레오나르도 다 빈치 1483년~1490년

## 다양한 관점
르네상스라는 말이 19세기에 만들어진 이후 르네상스 시기는 다양하게 해석되어왔다.
부르크하르트 시대에는 르네상스가 명백한 시대구분이라고 생각되었으나 게르만계 학자들의 중세 재평가 작업에 의해 르네상스의 특징이 사실은 중세에서도 발견되고 있다는 것이 밝혀졌다. 또 르네상스 시대에는 점성술이나 마술 등 비이성적, 비과학적인 태도가 여전히 많이 남아있었다. 즉 중세와 르네상스를 명확히 나누는 것은 어렵다는 말이다. 르네상스가 근대의 시작인가 아닌가의 논쟁은 아직 계속되고 있다.
전통적인 관점은 15세기 이탈리아의 르네상스가 중심이 되어 전 유럽으로 확산된 흐름이라고 보는 것이다. 구체적으로 언급하면 아랍의 지식을 흡수하고, 경험적인 태도를 가지게 되고, 현세지향적이 되고, 인쇄술의 발달로 지식이 확산될 토양을 확보하고, 예술에서 새로운 기법과 실험을 시도하게 되는 등의 변화를 말한다. 이 관점은 르네상스 시기에 유럽이 암흑기에서 벗어나 대항해시대로 상징되는 경제성장 시기로 진입했다고 보는 것이다. 이탈리아 르네상스는 종종 근대의 시작으로 간주되곤 한다.
마르크스주의 역사가들은 르네상스를 미술, 문학, 철학 등이 변화된 유사혁명 정도로 본다. 오직 극소수의 가진자들에게만 의미가 있었을 뿐 대부분의 유럽 사람들에게는 여전히 중세였다는 관점이다.
오늘날 많은 역사학자들은 르네상스가 실질적인 것이라기보다는 지적, 이념적 변화 정도로 본다. 더 나아가 중세의 부정적인 특징인 가난, 무지, 전쟁, 종교/정치적 박해 등은 마키아벨리와 종교전쟁, 마녀사냥의 시대인 16세기에 더 심해졌다고 보고 있다. 19세기에 르네상스에 대해 적었던 학자들은 르네상스 시기의 민중들이 황금시대에 살았던 것처럼 묘사하여 지금까지도 그런 이미지가 남아있지만 그렇지는 않았다. 르네상스 시기의 작가, 화가 그리고 그들의 후원자들이 민중들의 고통과는 관계없이 자신들은 중세의 암흑기를 끝내고 새 시대를 열고 있다고 믿었다는 점은 주목할 필요가 있다.
호이징가는 르네상스의 존재는 인정하지만 그것이 긍정적인 변화였는가에는 의문을 품었다. 그는 르네상스는 중세 말기에 불과하며 오히려 그 시기에 파괴된 것이 더 많지는 않은가 하는 문제제기를 하였다. 예를 들어, 라틴어는 르네상스 시기까지 자연적인 변화를 겪으며 사용되던 살아있는 언어였는데, 고전 순수주의라는 강박관념으로 화석화시켜버린 것이다. 로페즈는 르네상스 시기가 경제 침체기였다고 보았다. 사턴과 손다이크는 르네상스 시기에 과학혁명이 지연되었다고 보았다.

## 르네상스의 역사
르네상스를 시간적, 지역적으로 명확히 구분할 수는 없다. 여러 곳에서 점진적으로 시작된 것이며 마찬가지로 중세가 언제 어디서 끝나는지도 얘기할 수 없다. 보통 시작된 장소로는 이탈리아 중부 피렌체에서 시작되었다고 보고 있으며, 중요한 역사적 사건은 직접적으로 전해진 로마제국의 제도를 유지하며, 서유럽 지역보다 훨씬 풍부한 문화와 문명을 지녔고, 헬라어를 사용하며 고대 그리스 문화를 계승 발전 시켰던 비잔틴제국, 동로마 제국의 붕괴가 있다. 이로 인한 일련의 사건들로 전쟁을 피하기 위해 서유럽으로 왔던 비잔틴 출신 학자와 기술자의 유입과 그들이 지니고 온 책자의 번역, 비잔틴 지역에서 탈취한 문헌과 책들을 유통시킨 유럽과 중동지역 출신의 대규모 도서 거래상의 활동들이 큰 영향을 주었다.
이탈리아는 지리적으로 이슬람 세계, 비잔틴 세계와의 접촉을 유지하여 서유럽과의 가교 역할을 해왔다. 11세기 이후 상업의 발달과 십자군 전쟁으로 인한 도시의 활성화로 도시는 점차 도시국가 형태의 자치도시가 되었다. 13세기 말의 경제성장기에는 사회계층의 변화가 심해져서 특유의 시민문화가 형성되었는데 도시국가는 그 특성상 고대의 도시국가와 유사한 점도 있어 로마법이나 정치제도에 관심을 가지게 되었다. 이러한 조건들은 르네상스가 이탈리아에서 발생하게 된 원인이 되었다.
초기 르네상스를 제현인물로 피렌체 출신의 '단테'가 있다. 그는 정적에 의해 추방당해 유랑생활을 하던 중 대표작인 '신곡'을 완성했다. 로마의 시인 '베르길리우스'를 지옥, 연옥의 안내인으로 등장시키는데, 영혼의 정화를 통해 천국으로 승천할 수 있다는 내용으로 고전문학과 가톨릭을 조화시켜 대 서사시를 그려내었다. 단테는 중세의 말, 고딕 시대로 분류된다.
단테보다 후대 사람인 페트라르카는 로마 제국 시대에 인간이 최고의 것을 성취했고 그 이후 점차 부패하여 중세 암흑시대까지 이르렀다고 보았다. 그는 역사를 종교적 사건의 연속이 아니라 사회 문화적인 진보로 간주했으므로 그는 고대 그리스 로마의 유산을 재발견하여 "재생"시켜야 한다고 생각했다. 그는 고전문헌을 모으고 라틴어로 시와 책을 쓰다가 이런식으로 고전 교양을 모아 인간의 어떻게 살아야 하는가를 사색하는 방식을 '인문주의'라고 불렀다. 그는 속어로 책을 쓰기 시작했으며 이러한 온고지신적인 태도는 이후의 예술, 과학 등 여러 분야에 큰 영향을 미쳤다. 페트라르카는 '리비우스'의 역사와 '키케로'의 도덕철학에 관심을 보였고 최초의 인문주의자라는 평가를 받고 있다.
회화에서 최초의 르네상스인으로 평가받는 사람은 '조토'이다. 그는 시공간을 다룸에 있어 고대의 스타일을 원용하였다. 법률에 있어서는 '볼로냐 대학'을 중심으로 '로마법'에 대한 연구가 활발했는데 그 체계화를 이룬 사람은 '바르톨루스'다.
이러한 움직임은 1348년의 흑사병과 각종 정치적인 격변으로 더 이상 꽃피지 못했다. 이러한 인문주의가 다시 꽃피게 되는 것은 15세기가 되어서였다.
르네상스의 시작점을 오스만투르크의 콘스탄티노폴리스의 함락(1453년)에서 찾는 관점도 있다. 그것은 대포와 화약이 전쟁의 중심으로 들어온 전환점이 된 전쟁이었고 동로마 제국, 그리스 학자들은 그리스 로마의 문헌들을 가지고 로마로 도망쳤다. 이들은 이탈리아에 새로운 에너지를 주었으며 유럽의 오래된 종교적 질서가 붕괴되는 것에 일조하였다.

## 잉글랜드 르네상스
르네상스가 영국에 들어왔을 때는 엘리자베스 1세 때이며, 윌리엄 셰익스피어, 에드먼드 스펜서, 토머스 모어 같은 작가들을 배출해냈다.

## 이탈리아 르네상스

### 이탈리아 르네상스의 성립
14세기~16세기까지 이탈리아 도시들이 무역을 통해 경제력을 키웠다. 피렌체, 베네치아, 피사, 밀라노 같은 도시에서는 이러한 경제력으로 자치권을 사들여, 영주나 교황의 간섭에서 벗어났고 인간에 대한 관심을 갖기 시작했다. 신도 인간처럼 표현하던 고대 그리스·로마 문화를 다시 부활시키려는 움직임이 나타났다. 예술과 문학에 나타난 이러한 새로운 기운을 르네상스라 한다. 특히 르네상스 미술은 이탈리아 피렌체를 중심으로 전개되었고, 로마와 베네치아에서 전성기를 맞은 후 유럽 전역에 전파되었다.

### 인문주의
이탈리아의 르네상스는 인문주의 곧 신중심에서 사람 중심으로 생각이 바뀌는 지적 흐름과 이탈리아 중북부가 도시주 형태의 자치상태에 놓여있었다는 점과 관계가 깊다. 당시 피렌체는 지중해 무역으로 번영하여 토스카나지방의 중심지였고 14세기경부터 교회, 이슬람 세계, 동로마 제국 등의 고전문화에 영향받게 되었다는 것이 일반적인 이해이다.

### 건축
이탈리아에는 고대 유물이 많았고 따라서 조각가, 건축가 등이 고대 로마의 것을 공부하는 것이 가능했다. 건축에서는 브루넬레스키가 르네상스를 시작했다고 볼 수 있다. 그는 당시 건축에 애를 먹고 있던 피렌체 대성당의 큰 돔을 올리는 데 성공하여 명성을 얻었다. 이후 건축가 브라만테 등이 나타나 르네상스 건축을 이어나간다.

### 회화
회화에서는 마사초가 그 서막을 열었다. 그의 자연주의적 태도는 이후 프란체스카, 베로키오 등의 원근법, 해부학 등으로 이어진다. 레온 바티스타 알베르티는 '인간은 모든 것이 될 수 있는 가능성을 가지고 있다.'는 말로 유명한데 그는 건축, 회화를 넘나드는 방대한 저술로 인문주의자의 한 전형이 되었다. 이후 미켈란젤로, 다빈치, 라파엘로 등의 박식가들이 뒤이어 회화, 건축, 조각 등에서 다방면의 재능을 드러내었다.

### 조각
15세기 초엽, 그 때까지 그 본질에 있어서 중세적 양식을 답습하고 있던 이탈리아 조각은 종래에 볼 수 없었던 두 개념, 즉 고전 형식의 재현과 적극적인 사실(寫實) 표현으로 변하기 시작하였다. 고전 예술에 대한 관심은 르네상스의 휴머니즘이 인간을 만물의 척도로서 중시하는 고대 사상과 그 유연성을 가지고 있다는 사실로부터 유래한다. 그 반면에 휴머니즘은 과학적이고 합리적인 정신을 불러일으켜, 북방에 있어서 중세 예술의 말기를 장식하는 자연주의로 나아갔다. 같은 자연주의라 할지라도 15세기에 있어서 자연에의 접근은 중세와 달라서 직관적이기보다는 과학적이었고, 종합적이기보다 분석적이며, 신의 질서를 상징하는 것보다 자연 바로 그것을 위하고, 세계의 기존 사실을 연구하는 것이었다. 나체상이 또다시 주제로 채용된 것은 그 표현이다.

### 음악
음악은 르네상스 시기의 강력한 교황들의 후원으로 발전할 수 있었는데 시스티나 성당의 성가대는 전 유럽의 음악가, 성악가들로 이루어졌다. 유명한 사람으로는 프레와 팔레스트리나 등이 있다.

### 메디치 가문
이탈리아 르네상스가 만개한 곳은 피렌체, 밀라노, 로마, 베네치아 등의 도시가 있다. 학술과 예술가들을 키웠던 후원자로 피렌체의 메디치 가문, 밀라노의 스포르차 가문 등이 알려져 있다. 특히, 피렌체의 르네상스가 발달할 수 있었던 것은 메디치 가문의 후원 덕분이었다. 메디치 가문은 13세기 피렌체에서 상업과 은행업으로 성공해 교황청 재산을 관리하면서 재력가문이 되었다. 15세기부터 300여년 간 르네상스 사상 예술 과학 등을 폭넓게 후원했다. 그 중 미켈란젤로는 15세 때부터 2년 간 메디치 가문의 궁전에서 지내면서 많은 미술작품들을 감상하며 자랐다.
하지만 15세기 사보나롤라의 개혁에 의해 피렌체의 예술이 쇠퇴하고 프랑스와의 전쟁에 의해 밀라노의 스포르차가도 추방당했으나 로마에서는 교황에 의해 성 베드로 대성당의 건설(1515년)이 추진되어 많은 예술가가 모여들었다. 1527년 로마 약탈 이후 로마가 일시적으로 황폐해지지만 베네치아 공화국이나 토스카나 대공국 등에서 미술은 계속 꽃필 수 있었다.

### 혼란의 시대
르네상스 시대는 흑사병이 유행하거나 정치적 싸움, 전쟁이 계속된 시대였다. 문화가 꽃필 수 있었던 것은 궁정과 교황청 등 극히 일부에서 뿐이었고 일반적으로는 미신과 마술이 믿어지던 시대였다. 이탈리아 르네상스는 유럽의 근대를 이끈 역할을 했지만 그 시기 이탈리아 국내 정치는 엉망이었다. 교황령을 비롯한 여러 소국들로 갈라지고 외국으로부터 간섭받아 국가의 통일이 늦어져 정치, 사회적 근대화가 지연되는 결과가 초래된 시기였다.
1600년에 우주의 무한성을 말했던 조르다노 브루노가 이단으로 몰려 화형당하고 갈릴레이가 지동설로 종교재판을 받은 것이 상징적으로 보여주듯 이탈리아에서 자유로운 과학연구를 진행하기는 어려워졌다. 이미 16세기 후반, 미술에서도 형식주의의 매너리즘(manierismo)에 빠져들기 시작했고 그 창조력은 북유럽으로 이동하기 시작했다. 그러나 이탈리아의 17세기는 로마 가톨릭교회가 중심이 된 바로크 미술의 시대가 되었으니 문화적 불모의 시대라고 말할 수는 없다.

## 프랑스 르네상스

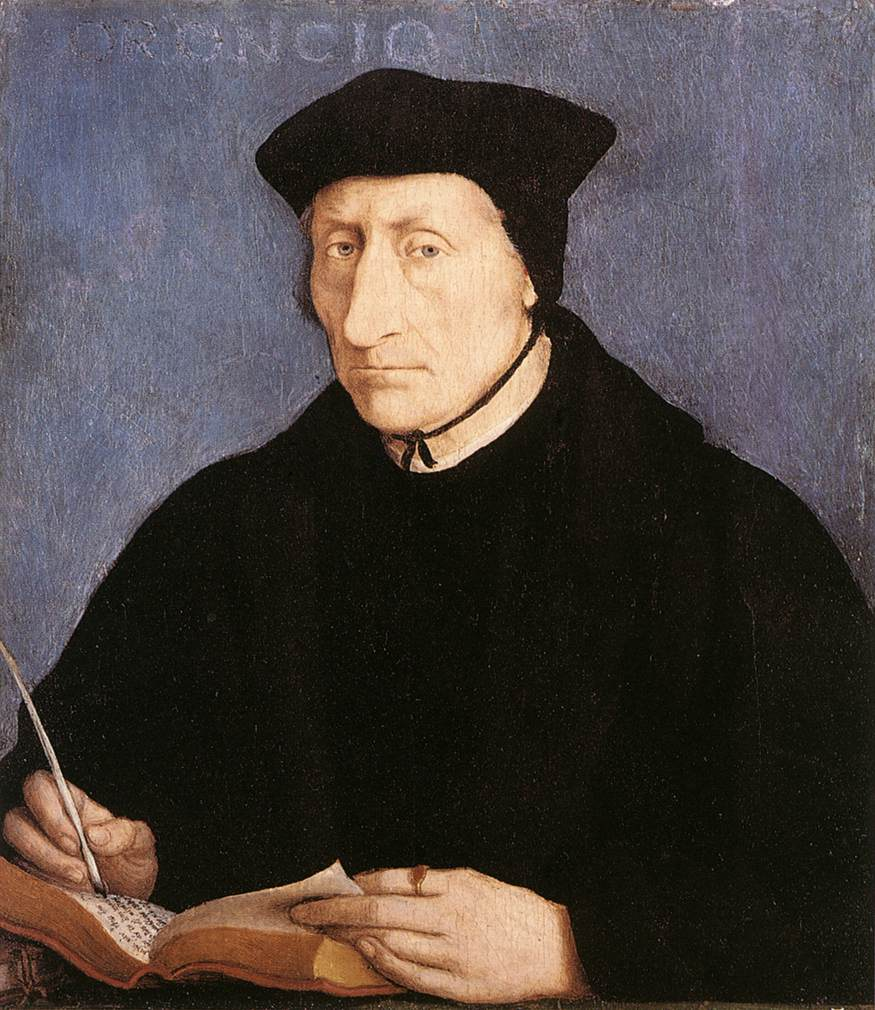
기욤 뷔데 (1536년 경), 메트로폴리탄 미술관.
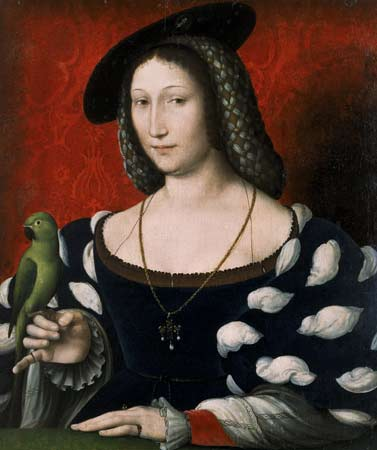
마르그리트 당굴렘 (1530년 경), 워커 아트 갤러리.
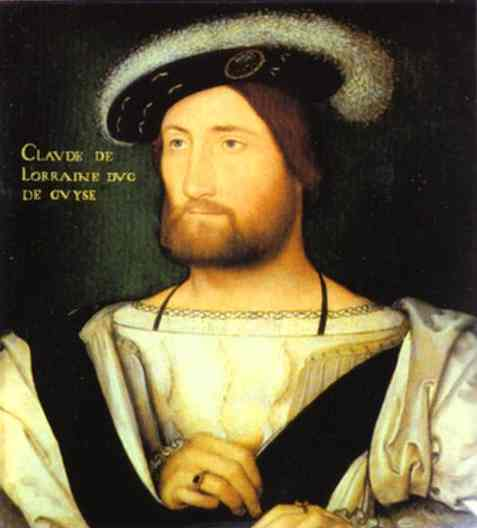
클로드 드 로렌, 귀즈 공작, 피렌체 팔라초 피티.
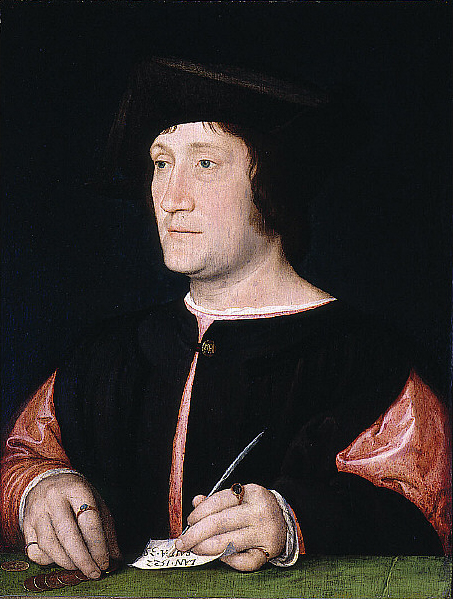
은행가의 초상 (1522), 생루이 미술관
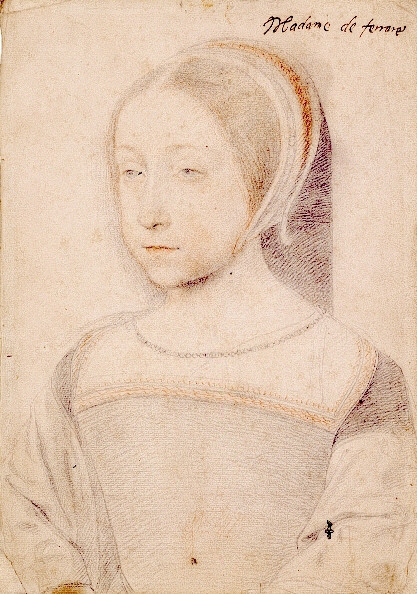
르네 드 프랑스, 페라라 공작 부인 (1520년 경, 샹티이의 콩데 미술관)
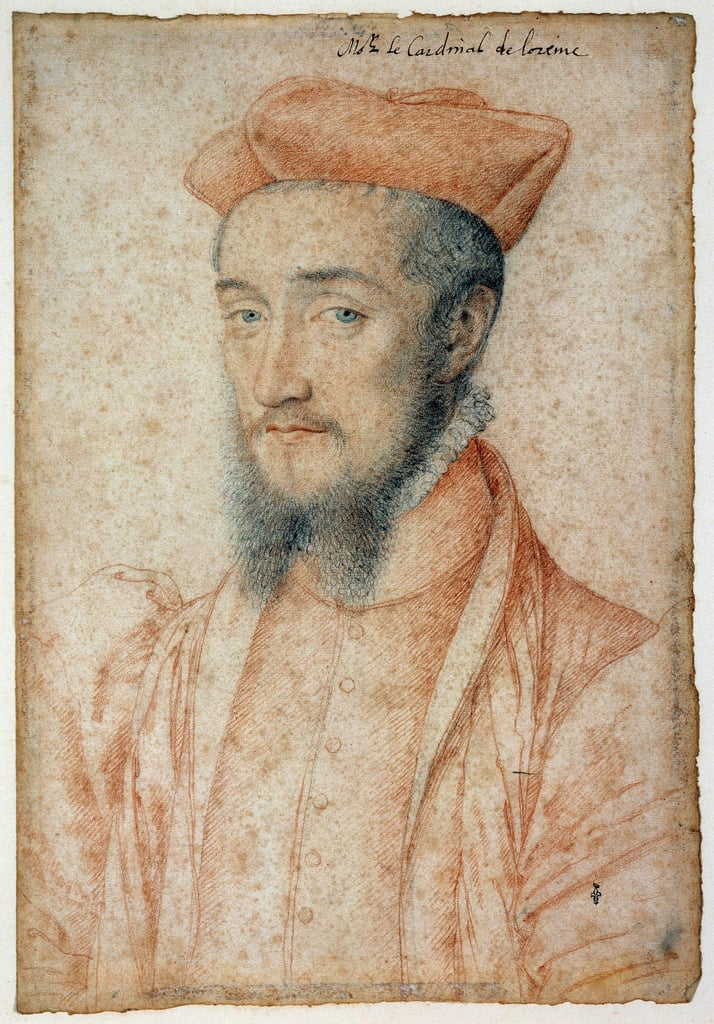
샤를 드 로렌 (1555, 샹티이의 콩데 미술관)
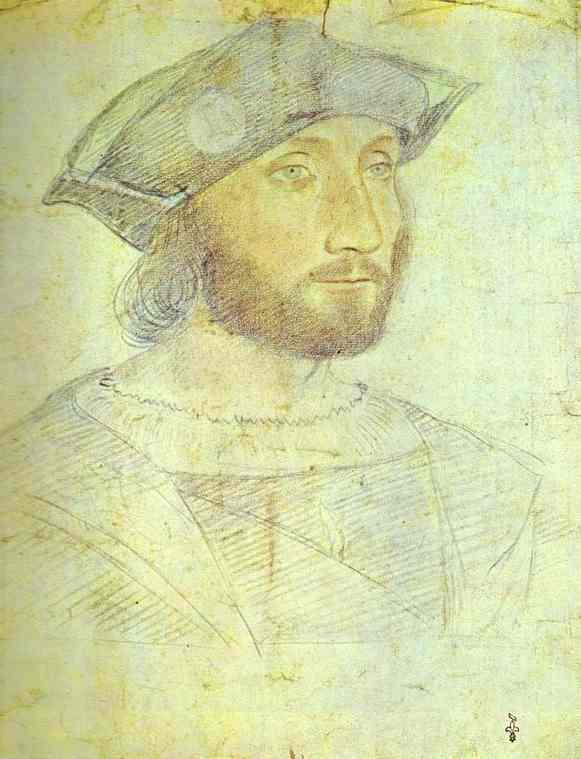
기욤 구피예 드 보니베 (1516, 샹티이의 콩데 미술관)
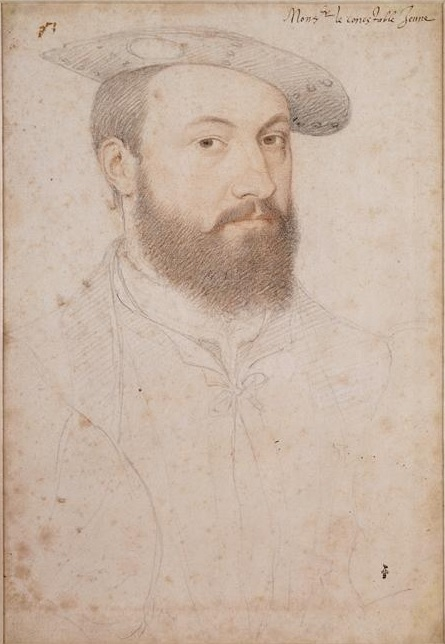
안 드 몽모랑시 (1530, 샹티이의 콩데 미술관)

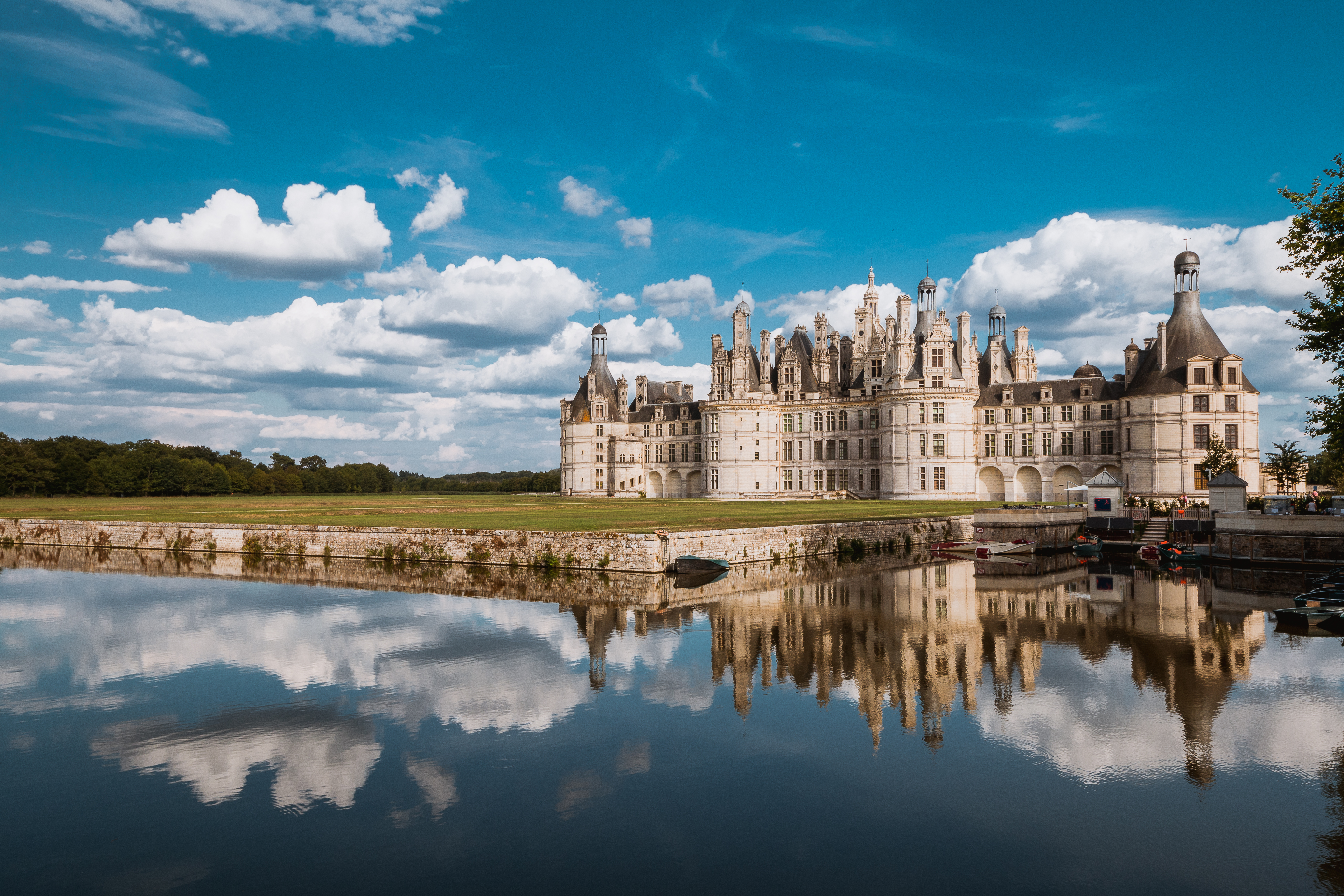
샹보르 성 (1519-1559)

프랑스 르네상스는 15세기 말부터 17세기 초까지 프랑스에서 일어난 문화・예술 운동이다. 르네상스는 근세 이탈리아에서 시작된 이후로 타 유럽 국가에 전파되며 프랑스에서도 나타났다.
이탈리아 르네상스와 마찬가지로, 프랑스 르네상스의 특징으로는 삶에 대한 갈구, 인간에 대한 믿음, 지식에 대한 갈망, 자유의지의 정신 등이 있다. 프랑스 르세상스는 중세의 사고방식에 의문을 제기하며 새로운 형태의 삶과 문명을 추구했다. 더불어, 인쇄술를 통한 정보의 전파 가능성과 대서양 저편의 신세계 발견은 당대 인간의 세계관을 깊이 변화시켰다.
프랑스 르네상스는 프랑수아 1세와 앙리 2세로 상징되는 왕들에게 고용된 화가와 조각가의 시대였다. 이 시기는 클로 뤼세에서 생을 끝마친 레오나르도 다 빈치의 시대이기도 하다만, 퐁텐블로파가 창설되고 16세기 메디치 가문이 파리에 도착한 시대이기도 하다.
프랑스 르네상스는 네 시기로 나뉜다. 첫번째 시기는 루이 12세 양식(약 1495-1530)으로, 고딕 양식과 르네상스의 전환기를 형성한다. 허나 이 첫번째 양식은 1515년경, 특히 이탈리아 르네상스의 도입이 매우 빨랐던 루아르 계곡에서부터 쇠퇴하기 시작한다. 이탈리아에서처럼, 프랑스 르네상스 제 1기, 이후의 제2기와 그 둘을 종결낸 매너리즘이라는 세 시기는 17세기 초까지의 시기를 삼분(三分)한다.

## 독일 르네상스
독일에서는 이탈리아와 가까운 바이에른에서 시작이 되었다.
독일 르네상스는 르네상스적 요소와 후기 고딕적요소가 결합되어 있다는 것이 특징이다. 그 이유는 다른지역보다 독일에 르네상스적 요소가 늦게 도달했기 때문이다.
아담과 하와, 4명의 사도 등의 미술 작품을 완성한 알브레히트 뒤러가 선두이다.
알브레히트 뒤러 외에도 많은 독일 르네상스 화가들이 있다.
- 15세기

1. 슈테판 로흐너 <최후의 심판> <성전봉헌> <장미정원의 성모마리아>
2. 미하엘 파허 <성 볼프강 제단화> <그리스도의 탄생> <교부들의 제단화>

- 16세기

1. 마티아스 그뤼네발트 <이젠하임 제단화>
2. 루카스 크라나흐 <마르틴 루터 부부의 초상> <샘가에 누워있는 강의 요정> <아담과 이브> <파리스의 심판>
3. 한스 발둥그린 <십자가에 못 박힌 예수> <프라이 부르크 제단화> <인생의 세단계와 죽음>
4. 한스 홀바인 <헨리8세 초상화> <대사들>

또한 지식인들이 라틴어 성서를 연구함으로써 종교개혁의 바탕이 만들어졌다.

## 폴란드 르네상스
폴란드에서는 15세기와 16세기 사이에 이탈리아의 화가, 상인, 사상가들이 폴란드에 들어오면서, 크라쿠프를 중심으로 발달하였다. 지동설을 주장한 니콜라우스 코페르니쿠스와 얀 코하노프스키 같은 시인들이 등장했다. 르네상스 양식으로 지어진 중요한 기념물은 다른 많은 도시에서도 볼 수 있다 (예 : 포즈난, 그단스크, 헤움노). 슈체친의 슬라브 왕자의 중세 성은 제2차 세계 대전 이후 르네상스 양식으로 재건되었다.

## 스페인 르네상스
스페인에서는 이데올로기의 변화가 다른나라와 같이 극심하지 않았다. 다른 유럽에 비해 중세의 문화가 혁파되지 않았고, 문학에서는 이탈리아의 혁신을 받아들였지만 서정시집과 이전의 전통을 잊지는 않고 제 3의 것을 창조했다고 할 수 있다. 르네상스와 바로크 전기의 집대성으로서 대표적으로 미겔 데 세르반테스가 있다. 가르실라소 데 라 베가는 가장 대표적인 스페인 르네상스 시인이자 작가로 스페인에 이탈리아로부터 처음으로 르네상스 시를 도입한 사람이다.
조형예술에서는 이탈리아의 기본적인 요소들을 현지 전통과 잘 융화하였다. 르네상스의 혁신은 스페인에 매우 늦게 전달되었는데, 거의 스페인 예술에서의 르네상스는 고딕풍에서 매너리즘으로 급격하게 변화하는 양상을 보이고 있다.
건축은 다음과 같이 16세기 금은 세공사에 의해 사용된 장식을 활용한 건축양식 플라테레스코(15세기에서-16세기의 1분기), 순수(정통)주의 및, 이탈리아풍 (16세기 전반기), 에레리아노; 엘에스꼬리알의 건축가 후안 데 에레라에서 연유한 건축용어(1559년부터 다음세기 중반) 크게 세 시대로 분류가 가능하다. 이중 첫 번째는 표면적인 형태에서 드러나는데 전반적인 고딕양식을 유지하면서 파사드의 화려한 장식을 하는 것으로 드러난다. 이 장식은 세밀하고 풍부한 모습을 지니고 있는데 살라망카 대학 건물의 파사드의 장식이 대표적인 예라고 할 수 있다. 순수(정통)주의는 이탈리아의 가장 후반기의 측면을 반영하고 있는데, 알람브라의 카를로스 5세 궁전이 대표적인 예이다.
이 스타일의 중심지는 안달루시아 지방으로서 우베다와 바에사의 안드레스 데 발데비에라, 디에고 데 실로에 등이 두각을 나타냈다. 마지막으로 에레리아노 양식은 길게 늘이는 특성을 지닌 매너리즘에 대한 수용에서 비롯되었으며 후안 데 에레라가 엘에스꼬리알에 건축한 수도원이 명실공히 스페인 르네상스의 야심작이라 칭할만 하다.
조각에서는 고딕양식의 전통 헤게모니가 16세기에 이르기까지 유지된다. 새로운 스타일의 첫 번째 흔적으로서는 펠리페 비가르니와 도메니코 판셀리의 작품을 들 수 있다. 보다 성숙한 단계에 이르러서는 커다란 외형을 가진 스타일이 발생되었고, 이러한 독특한 매너리즘은 이후 바로크 조각의 기초가 되었다.
회화에서의 스페인의 르네상스는 고딕양식의 유산을 유지하는 동시에 이탈리아로부터의 새로운 방식이 공존하는데 이러한 분열은 페드로 베루구에테가 우르비노에서 작업한 작품에서 잘 드러난다. 그러나 스페인 르네상스를 가장 크게 특징짓는 것은 매너리즘으로 명명된 엘 그레코로 대표되는 고유의 양식이다.

## 네덜란드 르네상스
오늘날에 벨기에와 합쳐있던 네덜란드는 남유럽과 북유럽을 잇는 교통의 관로였다. 거의 이탈리아와 같은 시기에 르네상스가 일어난 걸로 알려졌다. <우신예찬>을 쓴 에라스무스와 같은 작가가 등장했고, 판 에이크 형제와 피터르 브뤼헐 더 아우더, 히에로니무스 보스 같은 화가들이 등장하였다.

## 르네상스의 종말
130년간 지속되던 르네상스는 1530년경 끝이 났다. 그 이유는 우선 1492년 크리스토발 코론이 포르투갈인들과 함께 인도로 가는 해로를 발견했기 때문이다.(사실은 아메리카로 가는 해로였다.) 그 후에는 북서부 유럽의 상인들이 무역상품을 리스본과 안트웨르펜을 통해 거래하는 것을 선호하게 되었다. 또한 1517년 아우구스티노회의 수도사인 마르틴 루터가 종교 개혁을 단행했기 때문이다. 이로 인해 서유럽 교회는 로마 가톨릭교회와 개신교 교회로 분열되었다. 교회의 분열은 그동안 납부금과 세금의 형태로 이탈리아를 풍요롭게 했던 돈줄의 고갈을 의미했다. 유럽인의 아메리카 대륙 상륙과 종교개혁으로 결국 이탈리아는 상업적 무역자본과 자본, 두가지를 동시에 잃었다 또 이탈리아는 그 당시 이탈리아 전쟁 등이 겹치며 정치적으로 굉장히 혼란스러운 상태이기도 하였다. 이로 인해 르네상스는 쇠퇴할 수밖에 없었다.
1. ↑  프랑스어에서는 "재탄생"을 뜻함, re-는 "다시, 거듭"이며, nascere는 "태어나다"를 뜻한다. “Renaissance, Online Etymology Dictionary”. Etymonline.com. 2009년 7월 31일에 확인함.
2. ↑  요한 크라프트너 (리히텐슈타인 박물관) (2015.12). 《루벤스와 세기의 거장들》. 국립중앙박물관. 76쪽. 조르조 바사리는 1550년에 '르네상스'라는 단어를 최초로 사용한 사람으로, 자신이 직접 경험한 중세예술이 극복되는 과정을 그렇게 불렀다.
3. ↑  맥클로흐. 《종교개혁의 역사》. 이은재, 조상원 옮김. 서울: 기독교문서선교회, 2011.
4. ↑  《글로벌 세계대백과사전》, 〈르네상스 조각의 전개〉